# Limnichoderus excelsus
Limnichoderus excelsus är en skalbaggsart som beskrevs av Wooldridge 1981. Limnichoderus excelsus ingår i släktet Limnichoderus och familjen lerstrandbaggar. Inga underarter finns listade i Catalogue of Life.